# Verín Club de Fútbol
El Verín Club de Fútbol es un equipo de fútbol español del municipio gallego de Verín, en la provincia de Orense. Fue fundado el 25 de mayo de 1971 como sucesor del CD Verín y del Rácing Verín y juega en la temporada 2020-21 en la Preferente Galicia.

## Historia
El fútbol en Verín tiene una historia centenaria, si bien el primer club como tal de la villa fue el Racing Club Verín. Tras la Guerra Civil, Juan Reigada fundó el Club Deportivo Verín, que jugaba en el antiguo campo del Toral. De allí se trasladó la actividad futbolística a las instalaciones de la Granja. Finalmente, el 25 de mayo de 1971 echó a andar el actual Verín Club de Fútbol, que a partir de 1976 jugaría en el nuevo estadio José Arjiz. En la década de 1980 comenzaría el club a cosechar importantes éxitos, incluso su primera participación en Tercera División.
Tras una involución a principios de la década de 1990 que sumergió al equipo en la Segunda Regional, desde 1997 a 2007 el Verín CF disfrutó de sus mejores años: en la temporada 2003-04 el club llegó a disputar una eliminatoria de ascenso a Segunda División B. En los años siguientes el Verín CF cabalgó entre Tercera, Preferente y Primera Galicia.

## Escudo
En el escudo del Verín CF ocupa un lugar predominante la imagen del castillo de Monterrei, por encima de una banda azul, que representa el Támega, río que baña la villa de Verín. En el interior de la banda azul, un balón de fútbol. En 2012, el escudo cambió a un diseño más moderno y colorido.

## Uniforme
El Verín CF viste camiseta roja, pantalón azul y medias rojas. La segunda equipación consta de camiseta azul, pantalón blanco y medias azules.

## Estadio
El Verín CF juega sus partidos como local en el estadio José Arjiz, inaugurado en 1971, con capacidad para 2000 espectadores. El estadio, situado en la carretera de Laza, está presidido por el castillo de Monterrei.

## Datos del club
- Temporadas en 1ª: 0
- Temporadas en 2ª: 0
- Temporadas en 2ªB: 0
- Temporadas en 3.ª: 10
- Temporadas en Preferente: 20
- Mejor puesto en la liga: 4º (3ª División, temporada 2003/04)
- Promociones de ascenso a 2ªB: 1 (3ª División, temporada 2003/04)
- Trayectoria:

| Temporada | Nivel | Categoría     | Puesto |
| --------- | ----- | ------------- | ------ |
| 1971/72   | 6     | 1ª Comarcal   | 4º     |
| 1972/73   | 6     | 1ª Comarcal   | 1º     |
| 1973/74   | 6     | 1ª Comarcal   | 2º     |
| 1974/75   | 6     | 1ª Comarcal   | 1º     |
| 1975/76   | 6     | 1ª Comarcal   | 3º     |
| 1976/77   | 6     | 1ª Comarcal   | 2º     |
| 1977/78   | 6     | 1ª Comarcal   | ?      |
| 1978/79   | 6     | 1ª Autonómica | 3º     |
| 1979/80   | 6     | 1ª Autonómica | 6º     |
| 1980/81   | 5     | Preferente    | 3º     |
| 1981/82   | 4     | 3.ª           | 20º    |
| 1982/83   | 5     | Preferente    | 3º     |
| 1983/84   | 5     | Preferente    | 3º     |
| 1984/85   | 5     | Preferente    | 9º     |
| 1985/86   | 5     | Preferente    | 5º     |
| 1986/87   | 5     | Preferente    | 13º    |
| 1987/88   | 5     | Preferente    | 12º    |
| 1988/89   | 5     | Preferente    | 17º    |

| Temporada | Nivel | Categoría     | Puesto |
| --------- | ----- | ------------- | ------ |
| 1989/90   | 5     | Preferente    | 22º    |
| 1990/91   | 6     | 1ª Autonómica | 13º    |
| 1991/92   | 6     | 1ª Autonómica | 20º    |
| 1992/93   | 7     | 2ª Autonómica | 2º     |
| 1993/94   | 6     | 1ª Galicia    | 6º     |
| 1994/95   | 6     | 1ª Galicia    | 3º     |
| 1995/96   | 6     | 1ª Galicia    | 5º     |
| 1996/97   | 6     | 1ª Galicia    | 5º     |
| 1997/98   | 6     | 1ª Galicia    | 2º     |
| 1998/99   | 5     | Preferente    | 10º    |
| 1999/00   | 5     | Preferente    | 2º     |
| 2000/01   | 4     | 3.ª           | 9º     |
| 2001/02   | 4     | 3.ª           | 8º     |
| 2002/03   | 4     | 3.ª           | 10º    |
| 2003/04   | 4     | 3.ª           | 4º     |
| 2004/05   | 4     | 3.ª           | 20º    |
| 2005/06   | 5     | Preferente    | 12º    |
| 2006/07   | 5     | Preferente    | 2º     |

| Temporada | Nivel | Categoría     | Puesto |
| --------- | ----- | ------------- | ------ |
| 2007/08   | 4     | 3.ª           | 12º    |
| 2008/09   | 4     | 3.ª           | 14º    |
| 2009/10   | 4     | 3.ª           | 19º    |
| 2010/11   | 5     | Preferente    | 4º     |
| 2011/12   | 5     | Preferente    | 12º    |
| 2012/13   | 5     | Preferente    | 18º    |
| 2013/14   | 6     | 1ª Autonómica | 2º     |
| 2014/15   | 5     | Preferente    | 2º     |
| 2015/16   | 4     | 3.ª           | 20º    |
| 2016/17   | 5     | Preferente    | 20º    |
| 2017/18   | 6     | 1ª Galicia    | 3º     |
| 2018/19   | 6     | 1ª Galicia    | 8º     |
| 2019/20   | 6     | 1ª Galicia    | 1º     |
| 2020/21   | 5     | Preferente    | 5º     |
| 2021/22   | 5     | Preferente    |        |

## Palmarés
- Campeonato Gallego de Aficionados (1): 1975-76
- Copa Diputación de Orense (3): 2006-07, 2010-11, 2023-24